# FunkForum
Das FunkForum ist ein Verein von Medien der deutschsprachigen Minderheiten in Südosteuropa.
Er bündelt Inhalte der teilnehmenden Radio-, Print-, TV- und Onlineredaktionen auf einer gemeinsamen Homepage und dient den Angehörigen der deutschsprachigen Minderheiten, wie auch anderen deutschsprachigen Personen in der Region dadurch als Informationsquelle für Entwicklungen innerhalb der eigenen Gemeinschaft, sowie auch für weitere Nachrichten aus Politik, Kultur und Gesellschaft in deutscher Sprache in Ländern mit abweichender Mehrheitssprache. Gleichzeitig wird somit auch die Sichtbarkeit der deutschen Minderheiten gefördert.
Neben dem regelmäßigen Austausch von Informationen und Beiträgen erstellen die ehrenamtlich arbeitenden Mitgliedsredakteure zudem monatliche Gemeinschaftssendungen, die von den jeweiligen Stationen übernommen und gesendet werden, organisieren Fortbildungen und treten gemeinsam in der Öffentlichkeit auf.
Darüber hinaus engagiert sich das FunkForum mit der Organisation von Workshops und regelmäßigen Schülersendungen auch im Bereich der Jugend- und Nachwuchsarbeit.

## Geschichte
Als Pilotprojekt im Bereich der deutschsprachigen grenzüberschreitenden Zusammenarbeit in der Region wurde das FunkForum zunächst im Jahr 2001 auf Initiative des ifa-Koordinators Peter Kratzer bei einem Begegnungsseminar von rumänischen und ungarischen Radioredakteuren in Temeswar, Rumänien gegründet. Später schlossen sich auch Redakteure aus Serbien und Kroatien dem Projekt an. Eine gemeinschaftliche Radiosendung – das FunkMagazin – wurde im Januar 2002 erstmals und anschließend monatlich fortlaufend gesendet. Als erste Vorsitzende wurde Ingrid Schiffer gewählt. Wahlen finden seither alle zwei Jahre statt. Der Hauptsitz im Gebäude des Regionalsenders Radio Temeswar wurde am 16. September 2002 eingeweiht.
Ab 2003 organisierte das FunkForum auch Kulturveranstaltungen wie Lesungen oder öffentliche Radiotage, gab verschiedene CDs und Publikationen heraus und engagierte sich zunehmend im Bereich der Jugendarbeit. So wurde 2004 das Projekt „Pausenradio“ an der Nikolaus-Lenau-Schule in Temeswar ins Leben gerufen und auch grenzüberschreitende Workshops für Schüler wurden organisiert. 2006 wechselte der Vorsitz von Ingrid Schiffer zu Adrian Ardelean und im Jahr 2010 zu Astrid Weisz.
2008 öffnete sich das FunkForum auch dem TV-Journalismus und 2009 schließlich auch den Print- und Online-Medien. Vorsitzender ist seit November 2016 der Chefredakteur der Banater Zeitung, Siegfried Thiel.